# Myrichthys paleracio
Myrichthys paleracio is een straalvinnige vissensoort uit de familie van de slangalen (Ophichthidae). De wetenschappelijke naam van de soort is voor het eerst geldig gepubliceerd in 2012 door McCosker & Allen.